# یکشنبه سیاه ۱۹۳۷
یکشنبه سیاه ۱۹۳۷ به مجموعه ای از اقدامات ستیزه‌جویان یهودی جناح ایرگون علیه غیرنظامیان عرب فلسطینی در ۱۴ نوامبر ۱۹۳۷ گفته می شود. این یکی از اولین چالش‌های سیاست هاولاگاه بود که در برابر حملات اعراب به غیرنظامیان یهودی تلافی نکنند.

## نمای کلی
در سال ۱۹۳۶، اعراب فلسطینی شورشی را علیه حکومت استعماری بریتانیا به راه انداختند که سه سال طول کشید. در ابتدا این شورش شامل یک اعتصاب عمومی بود، اما بعداً خشونت‌آمیزتر شد و به نیروهای بریتانیا حمله صورت گرفت و همچنین شامل حملات تروریستی علیه یهودیان شد. در سال قبل، مهاجرت یهودیان که در ایالات متحده و بسیاری از کشورهای اروپایی اخراج شده بود، به ۶۶۶۷۲ نفر از ۴۰۷۵ نفر در سال ۱۹۳۱ افزایش یافته بود در ژوئیه ۱۹۳۷، کمیسیون پیل تقسیم فلسطین را پیشنهاد کرد و پیشنهاد کرد که ۲۲۵۰۰۰ عرب به خارج از قلمرو تعیین شده یهودیان آینده و تعداد کمتری از یهودیان به خارج از قلمرو تعیین شده عربی آینده منتقل شوند. سازمان صهیونیستی به شدت بر سر این پیشنهاد اختلاف داشت، اما مورخان معتقدند که آنها اصل تقسیم را یا «پذیرفته» یا «به‌طور کامل رد نکرده‌اند» و در عین حال مرزهای خاص پیشنهادی کمیسیون پیل را رد کرده و قوه مجریه را برای ادامه مذاکره با این سازمان معین می‌کنند. کمیته عالی عربی، مانند صهیونیست‌های تجدیدنظرطلب، این طرح را کاملاً رد کرد. اندکی پس از آن، یک کمیسر منطقه منفور، لوئیس یلند اندروز، که به خاطر اقدامات سرکوبگرانه اش شهرت داشت، توسط پیروان ستیزه‌جوی عزالدین القسام در بیرون یک کلیسای انگلیکن ترور شد.

## خویشتن داری در مقابل ستیزه‌جویی
رویکرد اصلی رژیم صهیونیستی به شورش، که توسط دیوید بن گوریون مطرح شد، پرهیز از انتقام جویی و در عوض اولویت دادن به تقویت دفاع در مناطق یهودی، سیاست هاولاگاه ایجاد محدودیت بود. اما ارتشی‌های بریتانیا برای کمک به سرکوب شورش اعراب فعال بودند. شکلی ستیزه جویانه از صهیونیسم، تشکیل یک سازمان شبه نظامی که خود را ایرگون می‌نامد، به زودی بر سر موضوع ایجاد محدودیت، صفوف هاگانا را شکست. این جنبش تحت سلطه فعالانی بود که در ابتدا با جنبش بتار زئیو ژابوتینسکی، که در سال ۱۹۲۳ تأسیس شده بود، همذات پنداری کرده بودند.  خود ژابوتینسکی در ابتدا رویکرد دیپلماتیک را توصیه کرد و در مورد توسل به اقدامات تلافی جویانه ملاحظاتی داشت. ایرگون تغییر سیاست را از پدافند غیرعامل به تجاوز فعال اتخاذ کرد و تروریسم علیه فلسطینیان را نوعی بازدارندگی در برابر حملات اعراب تلقی کرد. تاکتیک دفاع فعال اتخاذ شده شامل ۴ نوع حمله بود: ترور، تیراندازی به فلاحین یا اعراب شهری، کمین برای وسایل نقلیه حمل و نقل حامل اعراب و  حملات تروریستی آشکار به مناطق پرجمعیت عربی برخی از این اقدامات جدید نبود: در ۲۰ آوریل ۱۹۳۶، ۲ فلسطینی در حین مراقبت از یک باغ موز به قتل رسیدند، و در ۲۰ آوریل، عابران پیاده در تل آویو و اورشلیم در معرض حملاتی قرار گرفتند که در آن از تفنگ و نارنجک دستی استفاده شد. در مارس ۱۹۳۷، صهیونیست‌های راست‌گرا بمبی را به قهوه‌خانه‌ای که اعراب در تل‌آویو رفت و آمد می‌کردند، پرتاب کردند. در طول سه سال شورش، گروه تجدیدنظرطلبی حدود ۶۰ اقدام تروریستی را علیه اهداف فلسطینی انجام داد.

## یکشنبه سیاه، ۱۹۳۷
در ژوئیه ۱۹۳۷، جابوتینسکی با رابرت بیتکر، موشه روزنبرگ و آبراهام استرن، رهبر آینده لحی، در اسکندریه ملاقات کرد و علیرغم ملاحظات شخصی خود، پیشنهاد توسل به اقدام تلافی جویانه را پذیرفت. ژابوتینسکی تنها یک شرط را برای موافقت خود مطرح کرد و آن این بود که او از جزئیات زیاد مطلع نشود. در این مرحله از شورش، قیام اعراب، به قول کالین شیندلر، به «خشونت داخلی اعراب و حملات نیهیلیستی به یهودیان» تبدیل شده بود. تقاضا برای انتقام در داخل ایرگون با کشتن خاخام الیزر گرشتاین در ۳ سپتامبر در حالی که او در راه بود برای دعا در دیوار غربی افزایش یافت. از ۲۹ اکتبر تا ۱۱ نوامبر، ۲۱ حمله علیه پلیس بریتانیا و یهودیان، ۵ مورد با بمب انجام شد که منجر به ۱۱ قتل شد که بسیاری از کشته شدگان یهودی بودند.
در این مرحله، دیوید رازیل، رهبر ایرگون، برنامه ای برای دفاع فعال به جای دفاع غیرعامل، شامل بمباران قهوه‌خانه‌های عرب، در شهرهایی مانند حیفا و روش پینا، و حملات در اطراف اورشلیم، و اتوبوس‌هایی که بین شهرهای طبریه و صفد حرکت می‌کردند، مجاز کرد. که یکشنبه سیاه نقطه عطف آن بود.
اولین حمله در ۱۱ نوامبر رخ داد، زمانی که ایرگون ۲ عرب را در یک انبار اتوبوس یافا به قتل رساند و ۵ نفر دیگر را زخمی کرد. دومین حمله در اوایل صبح روز ۱۴ نوامبر رخ داد. رازیل دستور داده بود که چندین حمله تقریباً به‌طور همزمان انجام شود تا مانع از واکنش منسجم پلیس شود. ساعت ۷ صبح ۲ عابر پیاده عرب در خیابان آزا در ریحاویا، محله ای در اورشلیم، توسط جوزف کرمین و شلومو تراختمن هدف گلوله قرار گرفتند. نیم ساعت بعد دو نفر دیگر تیرباران شدند. در هر دو مورد یکی از قربانیان زنده ماند. مدتی بعد، یکی از عوامل ایرگون به یک اتوبوس عرب حمله کرد و ۳ مسافر را کشت و ۸ نفر را زخمی کرد. تا پایان ۱۴ نوامبر، ۱۰ عرب کشته و تعداد زیادی زخمی شدند.
ایرگون این حوادث را در ۱۴ نوامبر به عنوان «روز شکستن هاولاگاه» گرامی داشت. آنها این عملیات را به عنوان یک نماد یادبود تداعی کننده شورش یهودای مکابی علیه سلوکیان می‌دانستند. خود رازیل گفت که این عملیات شرم سیاست خویشتنداری را از بین برده است.

## عواقب
تجدید خشونت اعراب در اکتبر ۱۹۳۷ منجر به تغییر تاکتیک‌های صهیونیست‌ها شد. موریس بیان می‌کند که تعداد اعراب کشته شده در این حملات بی‌رویه با تعداد یهودیانی که توسط اعراب در قیام‌های ۱۹۲۹ و ۱۹۳۶ کشته شدند مطابقت دارد. تنها در ژوئیه ۱۹۳۸، دو بمب ایرگون که در بازار مرکزی حیفا کار گذاشته شده بود، ۷۴ کشته و ۱۲۹ زخمی عرب را به همراه داشت که منجر به چرخه کلی انتقام بین دو گروه شد.
چندین رویداد قابل توجه در رابطه با شورش یهودیان وجود دارد که توسط حملات ایرگون در تابستان ۱۹۳۸ تقویت شد.
- ۶ ژوئیه ۱۹۳۸ یک ستیزه‌جوی آرگون با لباس عربی قوطی‌های شیر پر از مواد منفجره را در یک بازار عرب در حیفا کاشت و ۲۱ نفر را کشت و ۵۲ نفر را زخمی کرد.[۳][۱۱]
- در ۲۵ ژوئیه ۱۹۳۸ در همان بازار، مأموران یک ظرف پر از مواد منفجره را با علامت «خیار شور» رها کردند که در اثر انفجار، ۳۹ عرب کشته و ۴۶ نفر دیگر زخمی شدند.
- در ۲۶ اوت ۱۹۳۸، مواد منفجره کار گذاشته شده در بازار یافا، ۲۴ عرب کشته و ۳۹ زخمی بر جای گذاشت.[۳]

بریتانیا در ابتدا هیچ اقدامی علیه خود ایرگون انجام نداد، بلکه اعضای گروه جابوتینسکی را به ظن ارتباط با این حادثه دستگیر کردند. ژابوتینسکی از اقدام اتخاذ شده فاصله گرفت، اما بعداً از آن به عنوان «شیوع خود به خودی احساسات خشم آلود روح ملت» یاد کرد.
انگلیسی‌ها همچنین ۱۹۰۰۰ پلیس یهودی را برای کمک به آنها در مقابله با شورش استخدام کردند و در نهایت جوخه‌های شبانه ویژه را سازماندهی کردند. شورش ایرگون تغییری در سیاست جریان اصلی یهودیان نیز ایجاد کرد. علیرغم شوک رسمی در این حوادث، تاکتیک واکنش دفاعی مورد بررسی مجدد قرار گرفت، و نتیجه آن این شد که فرماندهی هاگانا شروع به راه اندازی شرکت‌های میدانی برای شرکت در کمین کرد. نیز بر ایجاد چنین نیروهای مخفی تأثیر گذاشتند. بن گوریون به نوبه خود یک افسر مخفیانه داشت که گروه‌های عملیات ویژه‌ای را که در عملیات تلافی جویانه علیه تروریست‌های عرب تخصص داشتند، ایجاد کرد، روستاهایی که تصور می‌شد پناهگاه آن‌ها و گاهی علیه خود واحدهای بریتانیایی باشند. این جوخه‌ها به صلاحدید بن گوریون عمل می‌کردند و خارج از زنجیره فرماندهی رسمی هاگانا قرار داشتند.